# Šárka (nome)
Šárka (pronuncia: /ˈʃaːr.ka/) è un nome proprio di persona ceco femminile.

## Origine e diffusione
L'etimologia del nome è sconosciuta. La prima attestazione dell'uso come nome femminile è nella Cronaca di Dalimil: si suppone che l'autore abbia preso il nome dall'omonima valle nei pressi di Praga e che l'etimo sia riconducibile al concetto di montagna, come lo spagnolo sierra o il corso sarra.
Il nome è diffuso in Repubblica Ceca e in Slovacchia.

## Onomastico
Il nome è adespota. In Repubblica Ceca e in Slovacchia, tradizionalmente l'onomastico viene festeggiato il 30 giugno.

## Persone

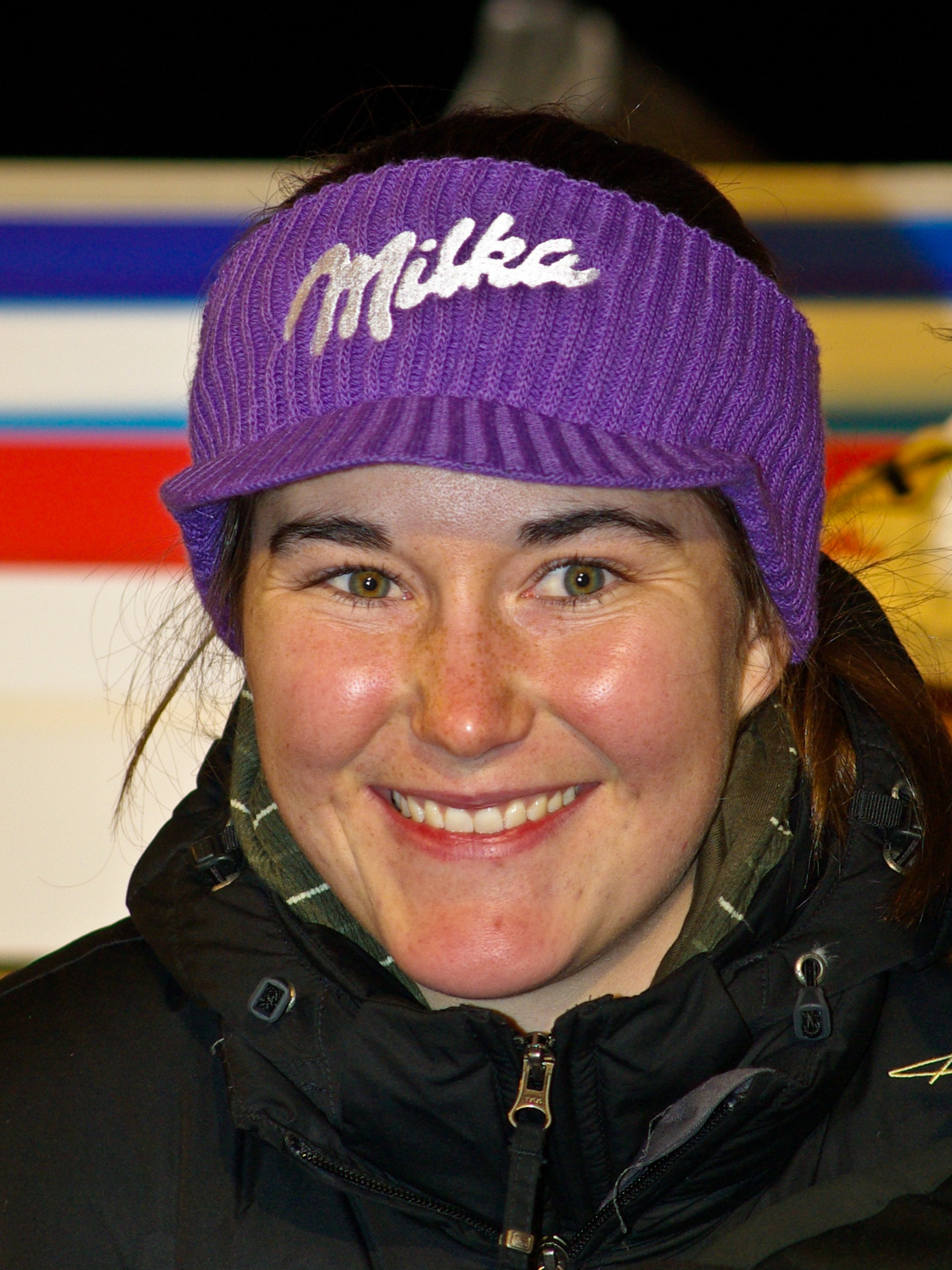
Šárka Záhrobská

- Šárka Kašpárková, triplista e altista ceca
- Šárka Kubínová, pallavolista ceca
- Šárka Pančochová, snowboarder ceca
- Šárka Vaňková, cantante ceca
- Šárka Záhrobská, sciatrice alpina ceca

## Il nome nelle arti
Šárka è la protagonista di una leggenda ceca, la cui più antica attestazione è nella Cronaca di Dalimil, nota come Guerra delle vergini o Guerra delle amazzoni.
A questa leggenda si sono ispirati sia Bedřich Smetana per comporre il terzo poema sinfonico di Má vlast (intitolato appunto Šárka) sia Leoš Janáček per comporre l'opera Šárka (1897). Di poco successiva a quella di Janáček è l'omonima opera di Zdeněk Fibich.